# Pseudosinghala birmana
Pseudosinghala birmana är en skalbaggsart som beskrevs av Heller 1891. Pseudosinghala birmana ingår i släktet Pseudosinghala och familjen Rutelidae. Inga underarter finns listade i Catalogue of Life.